# Kermes vastus
Kermes vastus är en insektsart som beskrevs av Kuwana 1907. Kermes vastus ingår i släktet Kermes och familjen eksköldlöss. Inga underarter finns listade i Catalogue of Life.